# زمان آندورا
زمان آندورا زمان استاندارد کشور آندورا است. در آندورا، زمان استاندارد زمان زمان اروپای مرکزی (CET یا یوتی‌سی ۱:۰۰+) است. ساعت تابستانی این کشور از آخرین یکشنبه ماه مارس (02:00 CET) تا آخرین یکشنبه ماه اکتبر (03:00 CEST) دیده می‌شود. آندورا پس از جنگ جهانی دوم CET را پذیرفت.